# Кућа Драгомира Петровића
Кућа Драгомира Петровића се налази у Шапцу, у улици Масарикова бр. 39. Кућу је 1912. године за своје потребе подигао Драгомир Дража Петровић, шабачки адвокат. Као непокретно културно добро представља споменик културе од великог значаја.

## Изглед куће
На њој обилују флорални мотиви, а посебно су украшени венци зграде и натпрозорници (гирланде, балустери и др). На том простору су вешто изведене живописне комбинације клинкер опеке и малтера. Зградом доминира полукружни еркер који се уздиже над хаустером. Врх еркера је решен у облику кубета, са оградицом од кованог гвожђа. Слична ограда украшава и горњу ивицу крова. Сокл је урађен од радаљског гранита, са дубоким браздама, изведеним као на ренесансним грађевинама.